# Mistrzostwa Europy U-17 w Piłce Nożnej 2024 (eliminacje)/Runda Kwalifikacyjna Grupa 3
W Grupie 3 eliminacji do Mistrzostw Europy U-17 2024 brały udział następujące zespoły:
- Finlandia U-17
- Liechtenstein U-17
- Niemcy U-17
- Ukraina U-17

## Stadiony
Na podstawie:
| Vaduz             | Mapa miast-gospodarzy | Triesen             | Eschen                  |
| ----------------- | --------------------- | ------------------- | ----------------------- |
| Rheinpark Stadion | TriesenEschenVaduz    | Sportplatz Blumenau | Sportpark Eschen-Mauren |
| Pojemność: 6 441  | TriesenEschenVaduz    | Pojemność: 5 250    | Pojemność: 2 000        |
|                   | TriesenEschenVaduz    |                     |                         |

## Tabela
| Reprezentacja      | M | W | R | P | Br+ | Br- | +/- | Pkt. |
| ------------------ | - | - | - | - | --- | --- | --- | ---- |
| Niemcy U-17        | 3 | 2 | 1 | 0 | 8   | 1   | +7  | 7    |
| Finlandia U-17     | 3 | 1 | 2 | 0 | 6   | 3   | +3  | 5    |
| Ukraina U-17       | 3 | 1 | 1 | 1 | 9   | 3   | +6  | 4    |
| Liechtenstein U-17 | 3 | 0 | 0 | 3 | 0   | 16  | -16 | 0    |

## Wyniki
| 15 października 2023 12:00 CET | Finlandia U-17 · Siltanen 70' · Mero 76' | 2:2(0:0)Raport | Ukraina U-17 · 67' Bondar · 87' (sam.) Kangasniemi | Sportplatz Blumenau, Triesen Sędzia: David Dickinson |
|                                |                                          |                |                                                    |                                                      |

| 15 października 2023 16:30 CET | Niemcy U-17 · Poller 31' · Onyeka 44', 84', 90' · Izekor 56' · Stange 75' | 6:0(2:0)Raport | Liechtenstein U-17 | Sportplatz Blumenau, Triesen Sędzia: Radoslav Gidzhenov |
|                                |                                                                           |                |                    |                                                         |

| 18 października 2023 12:00 CET | Niemcy U-17 · Husser 66' | 1:1(0:0)Raport | Finlandia U-17 · 83' Daldum | Sportpark Eschen-Mauren, Eschen Sędzia: Martin Dohal |
|                                |                          |                |                             |                                                      |

| 18 października 2023 16:30 CET | Ukraina U-17 · Stepanov 5', 21', 57' · Bohdanov 15' · Dragan 45+2' · Harmash 65' · Ukhan 69' | 7:0(4:0)Raport | Liechtenstein U-17 | Sportpark Eschen-Mauren, Eschen Sędzia: David Dickinson |
|                                |                                                                                              |                |                    |                                                         |

| 21 października 2023 12:00 CET | Ukraina U-17 | 0:1(0:0)Raport | Niemcy U-17 · 53' Izekor | Rheinpark Stadion, Vaduz Sędzia: Radoslav Gidzhenov |
|                                |              |                |                          |                                                     |

| 21 października 2023 16:30 CET | Liechtenstein U-17 | 0:3(0:0)Raport | Finlandia U-17 · 53' Sabwele · 63' Kirilov · 82' Koukkumäki | Rheinpark Stadion, Vaduz Sędzia: Martin Dohal |
|                                |                    |                |                                                             |                                               |

'

## Strzelcy

### 3 gole
- Francis Onyeka
- Artem Stepanov

### 2 gole
- Ken Izekor

### 1 gol
- Sonosi Daldum
- Martin Kirilov
- Taavi Koukkumäki
- Toivo Mero
- Adiche Sabwele
- Matias Siltanen
- Denis Husser
- Tiago Poller
- Otto Stange
- Dmytro Bohdanov
- Nazar Bondar
- Oleksandr Dragan
- Yevhenii Harmash
- Artur Ukhan

### Gole samobójcze
- Ilari Kangasniemi (dla  Ukrainy)